# دیوید لاشاپل
 دیوید لاشاپل (انگلیسی: David LaChapelle؛ زادهٔ ۱۱ مارس ۱۹۶۳) یک عکاس اهل ایالات متحده آمریکا است.
او در فیلم حومه بازی کرده است.